# ابتسام بن محمد
إبتسام بن محمد (بالعربية ولدت في 1 يوليو 1997)  هي لاعبة كرة قدم تونسية تلعب كمدافعة لنادي الوحدة السعودي والمنتخب التونسي للسيدات.

## المسيرة المهنية مع الأندية
لعبت ابتسام بن محمد لأندية جمعية الساحل النسائية، ونادي تونس الجوي، والجمعية الرياضية لبنك الإسكان في تونس. انضمت لاحقًا إلى ناديي فخر جدة والوحدة في المملكة العربية السعودية.

## المسيرة الدولية
مثّلت بن محمد منتخب تونس على مستوى الفريق الأول، بما في ذلك الفوز الودي خارج الأرض بنتيجة 4-0 على الإمارات العربية المتحدة في 6 أكتوبر 2021.

## روابط خارجية
- ابتسام بن محمد على الأرشيف الرياضي العالمي